# Fawkia de Egipto
Fawkia de Egipto o Princesa Fawkia Fuad de Egipto, condesa d'Adix-Dellmensingen (en árabe:الأميرة فوقية بنت فؤاد الأول. El Cairo, 6 de octubre de 1897 - Zúrich, 8 de febrero de 1974). Princesa egipcia, miembro de la dinastía de Mehmet Alí. Conocida como la hija primogénita del rey Fuad I de Egipto.

## Biografía
La princesa Fawkia vino al mundo el 6 de octubre de 1897 en el Palacio Za'afarana (Azafrán), situado en El Cairo.
Fue el segundo vástago nacido del matrimonio formado por el entonces príncipe Ahmed Fuad (1868-1936) y la princesa Shivakiar Khanum Effendi (1876-1947), ambos primos entre sí (el padre de Shivakiar era primo hermano de Fuad). En junio de ese mismo año había fallecido su hermano mayor Ismail, a muy temprana edad.
Al poco de nacer, sus padres ponen fin a su matrimonio de una manera algo violenta; incluso el propio Fuad recibe un disparo en la garganta de parte de su cuñado, Ahmad Saifuddin Ibrahim Bey, en defensa del honor de su hermana. 
Tras el divorcio, Fawkia queda a cargo de su padre, al que siempre estuvo muy unida. Recibió una esmerada educación bastante francófila, la cual le ayudará a desenvolverse en su vida futura.
En 1917, su padre sucede a su hermano Hussein Kamel como Sultán de Egipto, convirtiéndose ella misma en Su Alteza Sultana la Princesa Fawkia de Egipto. 
Mientras Shivakiar contrajo matrimonio en cinco ocasiones más después de divorciarse de Fuad; este no rehízo su vida oficialmente hasta 1919, año en que se casó con Nazli Sabri (1894-1978). Fawkia era apenas tres años menor que su madrastra, y parece ser que nunca disfrutaron de una relación muy afectuosa. 
De los matrimonios de sus progenitores tuvo a los siguientes medio-hermanos; el futuro rey Faruq I (1920-1965) y las princesas Fawzia (1921-2013), Faiza (1923-1994), Faika (1926-1983) y Fathia (1930-1976) por el lado paterno, y Ibrahim Sabet Rauf (1901-1938), Ain Al-Hayat Sabet (fallecido en 1930), Lutfiya Seiffullah Yousry (1905-1967) esposa del famoso explorador Ahmed Hassanein, Wahid Seiffullah Yousry (1907-1969) y Mohamed Wahid El-Di Selim Khalil (1918-1996) por el materno.
La princesa contrajo matrimonio en el Palacio de Bustan, Bab al-Luk, El Cairo, el 13 de mayo de 1919 con  Mahmud Fakhry Pasha, el cual fue nombrado gobernador de El Cairo, ministro de Asuntos Exteriores y Finanzas, entre otros muchos cargos; además a causa de este matrimonio es elevado por el sultán al estatus de Pasha. Fue su segunda esposa ya que Mahmud se había casado previamente con su prima, la princesa Badia Hussein Kamel (1894-1913).
La pareja se instaló en un precioso palacio de estilo rococó situado en el exclusivo distrito de Dokki, con espléndidas vistas al Nilo. En este palacio nació en 1921 el único hijo de la pareja; Ahmad-Abu-El-Fotouh Fakhry Bey, casado en primeras nupcias con la modelo mexicana Gloria Guinness. 
El sultán Fuad adquiere el título de rey en 1922, con lo que Fawkia pasa a ser una princesa real con el tratamiento de Su Alteza Real. Permanece en Egipto hasta que dos años después su esposo es nombrado ministro plenipotenciario en Bélgica y Francia, trasladando su residencia a París.
En la capital francesa conoce al conde Wladimir d'Adix-Dellmensingen, capitán del ejército imperial ruso de infantería que había participado en la Primera Guerra Mundial 1914-1917, del cual se enamora. Una vez divorciada, contrae matrimonio con Wladimir en 1938, en París. Para poder casarse, el conde se convierte al Islam adoptando el nombre de Farouk bin 'Abdu'llah. 
Tras la Revolución Egipcia se instala definitivamente en Suiza, donde vive prácticamente recluida en el hotel Dolder. Su última aparición pública fue en el funeral del rey Faruq en 1965, en Roma. 
Falleció a causa de un derrame cerebral en el hotel Dolder el 8 de febrero de 1974 a los 76 años. Su segundo esposo había muerto el año anterior.

## Distinciones honoríficas
- Miembro de Clase Suprema de la Orden la Virtud [Condecoración de Nishan al-Kamal en brillantes] (Reino de Egipto).

## Ancestros
|  |                                           |  |  |  |  |  |  |  |  |  |  |  |  |  |  |  |
|  | 16. Mehmet Alí, Valí de Egipto            |  |  |  |  |  |  |  |  |  |  |  |  |  |  |  |
|  |                                           |  |  |  |  |  |  |  |  |  |  |  |  |  |  |  |
|  |                                           |  |  |  |  |  |  |  |  |  |  |  |  |  |  |  |
|  | 8. Ibrahim Bajá, Valí de Egipto (= 24)    |  |  |  |  |  |  |  |  |  |  |  |  |  |  |  |
|  |                                           |  |  |  |  |  |  |  |  |  |  |  |  |  |  |  |
|  |                                           |  |  |  |  |  |  |  |  |  |  |  |  |  |  |  |
|  | 17. Amina Khanum Effendi                  |  |  |  |  |  |  |  |  |  |  |  |  |  |  |  |
|  |                                           |  |  |  |  |  |  |  |  |  |  |  |  |  |  |  |
|  |                                           |  |  |  |  |  |  |  |  |  |  |  |  |  |  |  |
|  | 4. Ismail Bajá, Jedive de Egipto          |  |  |  |  |  |  |  |  |  |  |  |  |  |  |  |
|  |                                           |  |  |  |  |  |  |  |  |  |  |  |  |  |  |  |
|  |                                           |  |  |  |  |  |  |  |  |  |  |  |  |  |  |  |
|  | 9. Khushiyar Khanum Effendi               |  |  |  |  |  |  |  |  |  |  |  |  |  |  |  |
|  |                                           |  |  |  |  |  |  |  |  |  |  |  |  |  |  |  |
|  |                                           |  |  |  |  |  |  |  |  |  |  |  |  |  |  |  |
|  | 2. Fuad I, Rey de Egipto                  |  |  |  |  |  |  |  |  |  |  |  |  |  |  |  |
|  |                                           |  |  |  |  |  |  |  |  |  |  |  |  |  |  |  |
|  |                                           |  |  |  |  |  |  |  |  |  |  |  |  |  |  |  |
|  | 5. Ferial Khanum                          |  |  |  |  |  |  |  |  |  |  |  |  |  |  |  |
|  |                                           |  |  |  |  |  |  |  |  |  |  |  |  |  |  |  |
|  |                                           |  |  |  |  |  |  |  |  |  |  |  |  |  |  |  |
|  | 1. Princesa Fawkia de Egipto              |  |  |  |  |  |  |  |  |  |  |  |  |  |  |  |
|  |                                           |  |  |  |  |  |  |  |  |  |  |  |  |  |  |  |
|  |                                           |  |  |  |  |  |  |  |  |  |  |  |  |  |  |  |
|  | 24. Ibrahim Bajá, Valí de Egipto (= 8)    |  |  |  |  |  |  |  |  |  |  |  |  |  |  |  |
|  |                                           |  |  |  |  |  |  |  |  |  |  |  |  |  |  |  |
|  |                                           |  |  |  |  |  |  |  |  |  |  |  |  |  |  |  |
|  | 12. Príncipe Ahmad Rifat de Egipto        |  |  |  |  |  |  |  |  |  |  |  |  |  |  |  |
|  |                                           |  |  |  |  |  |  |  |  |  |  |  |  |  |  |  |
|  |                                           |  |  |  |  |  |  |  |  |  |  |  |  |  |  |  |
|  | 25. Shivakiar Khanum Effendi              |  |  |  |  |  |  |  |  |  |  |  |  |  |  |  |
|  |                                           |  |  |  |  |  |  |  |  |  |  |  |  |  |  |  |
|  |                                           |  |  |  |  |  |  |  |  |  |  |  |  |  |  |  |
|  | 6. Príncipe Ibrahim Fahmi Ahmad de Egipto |  |  |  |  |  |  |  |  |  |  |  |  |  |  |  |
|  |                                           |  |  |  |  |  |  |  |  |  |  |  |  |  |  |  |
|  |                                           |  |  |  |  |  |  |  |  |  |  |  |  |  |  |  |
|  | 13. Shamsi Khanum Effendi                 |  |  |  |  |  |  |  |  |  |  |  |  |  |  |  |
|  |                                           |  |  |  |  |  |  |  |  |  |  |  |  |  |  |  |
|  |                                           |  |  |  |  |  |  |  |  |  |  |  |  |  |  |  |
|  | 3. Shivakiar Khanum Effendi               |  |  |  |  |  |  |  |  |  |  |  |  |  |  |  |
|  |                                           |  |  |  |  |  |  |  |  |  |  |  |  |  |  |  |
|  |                                           |  |  |  |  |  |  |  |  |  |  |  |  |  |  |  |
|  | 7. Vijdan Navjuvan Khanum                 |  |  |  |  |  |  |  |  |  |  |  |  |  |  |  |
|  |                                           |  |  |  |  |  |  |  |  |  |  |  |  |  |  |  |
|  |                                           |  |  |  |  |  |  |  |  |  |  |  |  |  |  |  |